# Longjing tea
A Longjing tea (egyszerűsített kínai: 龙井茶, tradicionális kínai: 龍井茶, pinyin:lóngjǐng chá) egy híres zöld tea fajta Kína Zhejiang tartományaiból. Rendszerint kézi munkával készül és kimagasló minőségéről ismert. A Longjinget hét osztályba sorolják: Superior, Special, valamint 1-től 5-ig.
A többi kínai zöld teához hasonlóan a Longjing leveleit is serpenyőkben szárítják, hogy megállítsák a fermentáció folyamatát. A tea előállításánál a fermentáció a frissen szedett levelek száradása, ami oxidációval jár. Az oxidációt a levelek felmelegítésével vagy gőzöléssel állítják meg, mielőtt teljesen kiszáradnának, így más zöld teákkal egyetemben a Longjing is fermentálatlan. Forrázás után sárgás-zöldes színt ad, lágy, tiszta aromával és gazdag ízzel. A tea C-vitamint és aminosavakat tartalmaz, valamint a teák között a legmagasabb katekin-koncentrációval rendelkezik.
A tea neve szó szerinti jelentése sárkánykút, egy olyan kút, amely viszonylag sűrűbb vizű, így felszínén eső után a könnyebb csapadékvíz mozgása a hagyományos kínai sárkányra emlékeztet.
Széles körben elterjedt nézet szerint a legjobb Longjing elkészítéséhez a „Hu Pao Quan” forrásvizét kell használni. A vizet először felforralják, majd körülbelül 80 °C-ra visszahűtve öntik a levelekre. A legtöbb teafajtától eltérően a jó minőségű Longjing többször is forrázható.

## Története
A Longjing tea a Csing (Qing) dinasztia egyik császárától, Kangxitól nyerte el a császári tea címet. A legenda szerint Kangxi unokája, Qianlong meglátogatta a Nyugati Tavat, ahol a Shi Feng Shan nevű hegy tövében álló Hu Gong templomban Longjing-gel kínálták. A templom előtt 18 teabokor nőtt. Qianlong-ot annyira lenyűgözte a tea, hogy a bokroknak különleges császári státuszt adományozott. 
A 18 bokor még ma is megtalálható.

## Hamisítás
Állítólag a Longjing tea többsége nem Csöcsiangból származik. A megbízható forgalmazók bizonyos esetekben hamisítás elleni címkékkel látják el a termékeket, illetve egyértelműen jelölik, ha a származási hely nem Zhejiang.
Egyes teakészítők Jünnan, Kujcsou és Szecsuan tartományokból szerzik be a leveleket, majd azokat a Longjing készítési módszere szerint dolgozzák fel.
Bizonyos kereskedők a jó minőségű teákat gyenge minőséggel keverik.

## Fajtái
- Xi Hu Longjing
- Shi Feng Longjing
- Mei Jia Wu Longjing
- Bai Longjing
- Qian Tang Longjing